# Amundsen Icefall
L'Amundsen Icefall (in lingua inglese: Cascata di ghiaccio di Amundsen), è una ripida e turbolenta cascata di ghiaccio antartica, situata tra il Monte Fridtjof Nansen e il Monte Don Pedro Christophersen, nei Monti della Regina Maud, in Antartide, nel punto in cui il Ghiacciaio Axel Heiberg discende dall'Altopiano Antartico.
La denominazione è stata assegnata dal gruppo sud della New Zealand Geological Survey Antarctic Expedition (1961–62) in onore dell'esploratore polare norvegese Roald Amundsen, che salì sul Ghiacciaio Axel Heiberg nel 1911 durante il suo tragitto verso il Polo Sud.